# Bell AH-1Z Viper
Белл AH-1Z «Вайпер» («Гадюка») (англ. Bell AH-1Z Viper) — двухдвигательный ударный вертолет на базе AH-1W SuperCobra, разработанный и произведенный американским производителем аэрокосмической техники Bell Helicopter. Это один из последних членов плодовитого семейства Bell Huey. Его часто называют «Зулу Кобра», исходя из произношения его вариантной буквы в военном фонетическом алфавите.
AH-1Z был разработан в 1990-х и 2000-х годах в рамках программы модернизации H-1 (H-1 upgrade program) по запросу Корпуса морской пехоты США. По сути, вертолёт является модернизацией существующих «Супер Кобр», и изначально планировалось, что это будет программа модификации старых вертолётов, прежде чем вместо этого будут сделаны последующие заказы на новые вертолеты. AH-1Z и вертолет общего назначения Bell UH-1Y Venom имеют общую хвостовую балку, двигатели, несущий винт, трансмиссию, архитектуру авионики, программное обеспечение, органы управления и дисплеи. В целом, AH-1Z и UH-1Y имеют 84% общности по комплектующим агрегатам. Кроме того, вертолёт оснащен четырехлопастным несущим винтом, без использования подшипников, изготовленным из композитных материалов, улучшенной трансмиссией и новой прицельной системой в ряду других улучшений конструкции. 8 декабря 2000 года AH-1Z совершил свой первый полет. Производство первой серии началось в октябре 2003 года.
30 сентября 2010 года Корпус морской пехоты США объявил, что AH-1Z достигли полной боеготовности. Эти вертолеты полностью заменили предыдущий AH-1W «Супер Кобра» в октябре 2020 года. Этот вертолёт является ключевой боевой машиной тактической группировки авиации морской пехоты США (Aviation combat element), который принимает участие в поддержке войск на всех этапах экспедиционных операций Корпуса морской пехоты США. С момента его появления Корпус морской пехоты США проводил различные модернизации систем вертолёта, такие как установка оборудования для использования нового цифрового  канала передачи данных с использованием тактической сети обмена данными Link 16 и оснащение его ракетой воздух-поверхность AGM-179 JAGM. Кроме того, для AH-1Z искали экспортных клиентов, и он регулярно конкурировал с McDonnell Douglas AH-64 Apache за заказы. Первым экспортным клиентом стали Королевские ВВС Бахрейна, также заказчиком выступили ВВС Чехии. В какой-то момент Пакистан собирался заказать партию «Вайперов», но поставки были заблокированы из-за политических факторов.

## Разработка и производство

### Предпосылки создания и первоначальная разработка
Некоторые аспекты происхождения AH-1Z можно проследить до экспериментального вертолёта Bell 249 выпуска 1979 года, который по сути представлял собой модернизированный AH-1S «Кобра», оснащенный четырехлопастным несущим винтом от многоцелевого вертолета Bell 412. Bell 249 использовался в качестве демонстратора концепции Bell Cobra II, как глубокая модернизация всего семейства «Кобра» и был представлен на авиасалоне в Фарнборо в 1980 году. По замыслу производителя, Cobra II должен был быть оснащен различными новыми и модернизированными боевыми системами, включая оснащение ракетами класса «воздух-земля» AGM-114 Hellfire, новый прицельный комплекс, а также должен был быть оснащен более мощными двигателями.
Дальнейшее вариант развития семейства «Кобра» получил наименование Cobra 2000. На нём был установлен двигатель General Electric T700 и четырехлопастной несущий винт. Хотя предложение Bell действительно вызвало некоторый интерес в Корпусе морской пехоты США, финансирование для продолжения его разработки в то время не поступило. В 1993 году Bell решила предложить вариант боевой машины на базе AH-1W для новой программы Великобритании по ударным вертолетам. Этот производный вариант, которая был назван CobraVenom, отличалась современной цифровой кабиной и мог нести управляемые по проводам противотанковые ракеты AGM-114 Hellfire или Brimstone. Конструкция CobraVenom была дополнительно усовершенствована два года спустя, в частности, путем установки четырехлопастного несущего винта. Однако позже, в том же году, Вооруженными силами США вместо этого была выбрана конкурирующая заявка на AH-64D Apache Longbow.

### Программа модернизации H-1

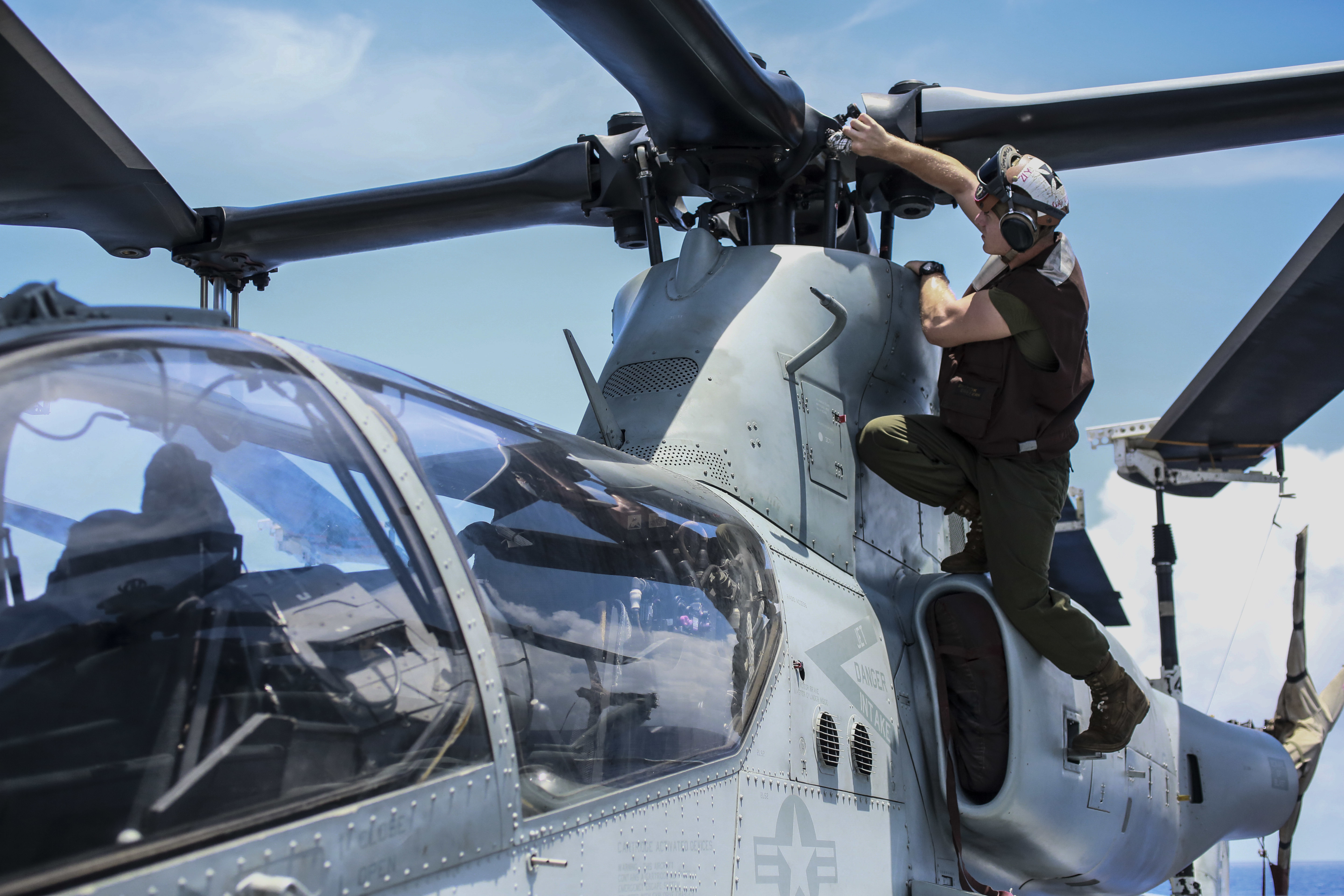
Четырехлопастной несущий винт Bell AH-1Z Viper

В 1996 году Корпус морской пехоты США запустил программу модернизации вертолетов H-1 (H-1 upgrade program), подписав контракт с Bell Helicopter на модернизацию 180 вертолетов AH-1W в версию AH-1Z и модернизацию 100 вертолетов UH-1N в версию UH-1Y. По программе H-1 были созданы полностью модернизированные ударные и многоцелевые вертолеты со значительной общностью конструкции для снижения эксплуатационных расходов. AH-1Z и UH-1Y имеют общую хвостовую балку, двигатели, несущий винт, трансмиссию, архитектуру авионики, программное обеспечение, элементы управления и дисплеи. Общность комплектующих этих вертолётов составляет 84%.
Компания Bell участвовала в совместной правительственной испытательной группе на этапе проектирования, производства и разработки модернизации вертолётов по программе H-1. Разработка концепции и финальное проектирование осуществлялось с 1996 по 2003 год.
Двухлопастной полужесткий несущий винт вертолёта AH-1W SuperCobra был заменен на «Вайпере» на четырехлопастной, без использования шарниров и подшипников, и с модернизированной системой автомата перекоса. Четырехлопастная конфигурация призвана обеспечить улучшение летных характеристик летательного аппарата, включая увеличенный радиус полета, увеличенную максимальную скорость, вертикальную скороподъемность, полезную нагрузку и сниженный уровень вибрации несущего винта.
Первый полет AH-1Z состоялся 8 декабря 2000 года. В июле 2002 года компания Bell поставила три предсерийных с в распоряжение Командования военно-морских авиационных систем ВМС США на флотскую авиабазу Патаксент-Ривер для проведения летных испытаний. Начальное мелкосерийное производство стартовало в октябре 2003 года, с последующей поставкой в войска вплоть до 2018 года. В конце 2006 года британской компании Meggitt Defense Systems был выдан контракт на разработку новой беззвеньевой системы подачи боеприпасов калибра 20 мм для повышения надежности ведения огня вместо системы с существующей снарядной лентой со звеньями Такая система призвана устранять проблемы с заклиниванием снарядов, обеспечивать более высокую эффективность стрельбы и имеет меньшую массу чем предшествующая система.
В феврале 2008 года ВМС США скорректировали контракт, и последние 40 единиц AH-1Z были построены как полностью снова построенные вертолёты вместо ранее запланированной перестройки существующих AH-1W. В сентябре 2008 года было заказано еще 46 вертолётов для Корпуса морской пехоты, доведя общее количество заказанных летательных аппаратов до 226. 10 декабря 2010 года  Военно-морское министерство США окончательно одобрило полноценное серийное производство вертолётов AH-1Z «Вайпер».

## Конструкция

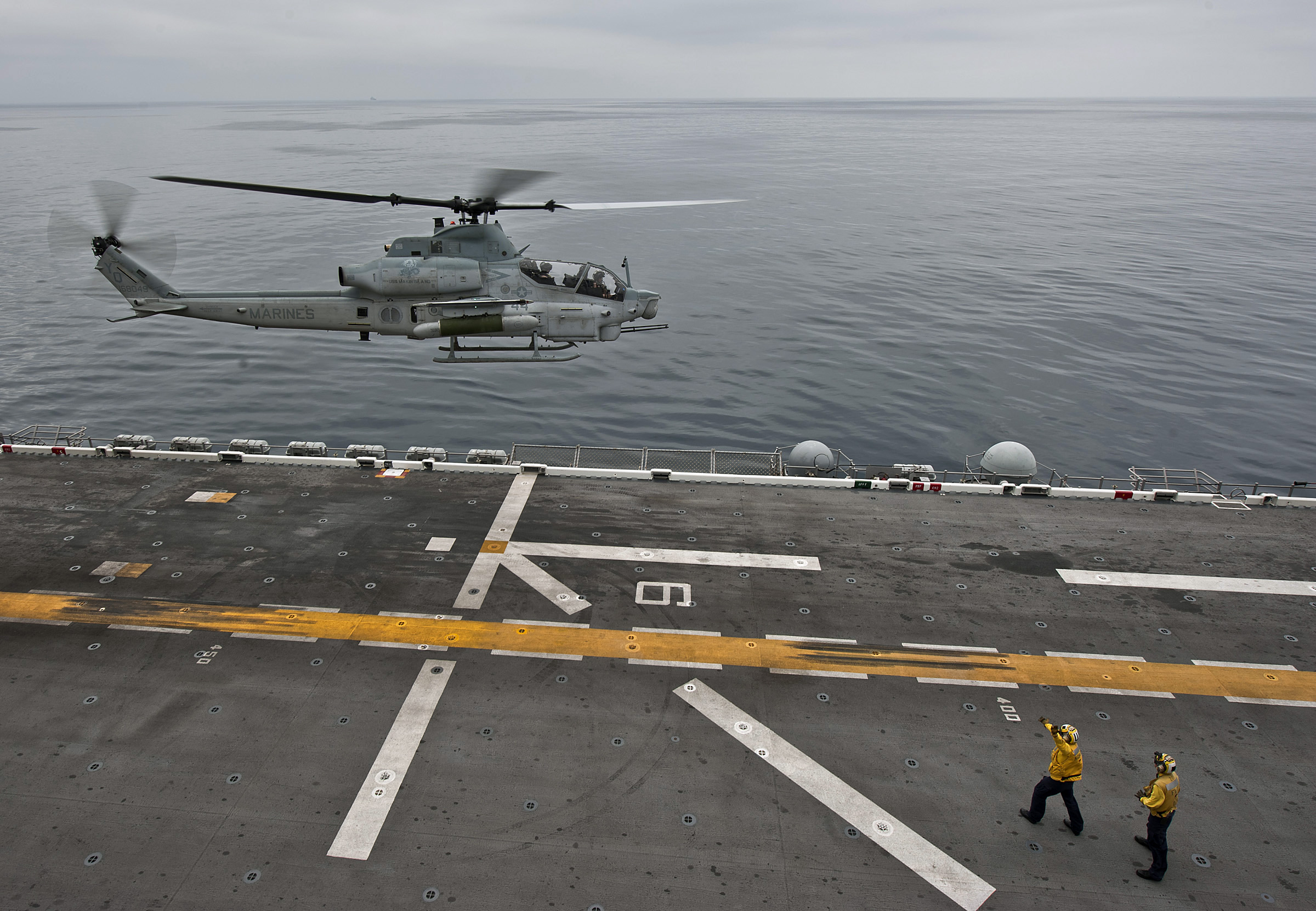
AH-1Z Viper взлетает с палубы универсального десантного корабля USS Makin Island (LHD-8) во время учений в Тихом океане в 2011 году

Bell AH-1Z Viper — ударный вертолет, созданный на основе более раннего Bell AH-1 SuperCobra. По сравнению со своим предшественником этот вертолёт оснащен новым четырехлопастным несущим винтом, получил модернизированную авионику, обновленные системы вооружения, прицельный комплекс и электрооптические датчики на интегрированной платформе вооружения. Среди других преимуществ, предоставляемых этими изменениями, он имеет повышенную боевую живучесть, может обнаруживать различные цели на больших расстояниях, а также атаковать их с использованием высокоточного оружия. Планер AH-1Z был значительно переработан для максимального повышения ударопрочности. Эти меры включают энергопоглощающее шасси, системы инертизации паров отработанного топлива, самогерметизирующиеся топливные баки, а также энергопоглощающие ударостойкие сиденья. Активные системы бортовой защиты включают в себя блоки отстрела тепловых ловушек, средства предупреждения о ракетной атаки и радиолокационном облучении, а также систему подавления инфракрасного излучения на зависании (Hover Infrared Suppression System — HIRSS) для снижения заметности выхлопов двигателей.
AH-1Z оснащен безопорной и бесшарнирной системой несущего винта и его главного вала. Она имеет на 75% меньше деталей, чем  системы с несущими винтами,  использующими шарнирные схемы. Лопасти винта изготовлены из композитных материалов, что обеспечивает им повышенную износостойкость и живучесть в боевых условиях. Несущий винт также оснащен полуавтоматической системой складывания, что позволяет эффективней и компактней располагать «Вайперы» на борту десантных  и других транспортных кораблей. Фирмой производителем были предприняты усилия для улучшения его ремонтопригодности и минимизации требований к техническому обслуживанию. По сравнению с «Супер Коброй» были устранены многочисленные проблемы, связанные с его обслуживанием и регламентными ремонтами, и также были выпущены интерактивные электронные технические руководства для удобства обучения технического персонала. Для AH-1Z требуется меньше комплектующих для хранения, и также была улучшена доступность к системам и агрегатам вертолёта. Кроме того были добавлены различные датчики обнаружения неисправностей для облегчения обслуживания на основе текущего состояния.
AH-1Z оснащен парой переработанных крыльев, которые значительно длиннее, чем у предыдущей модели SuperCobra. Каждое крыло имеет дополнительный балочный держатель вооружения на законцовке для ракет, таких как AIM-9 Sidewinder. Также каждое крыло еще по два балочных держателя для блоков 70 мм неуправляемых авиационных ракет Hydra 70 или счетверенных пусковых установок ракет AGM-114 Hellfire. В начале 2022 года была достигнута начальная эксплуатационная готовность (Initial operating capability) для использования ракет воздух-поверхность нового поколения AGM-179 JAGM. Для использования этих ракет применяются те же держатели, что и для ракет Hellfire. Опционально на «Супер Кобра» может быть установлена радиолокационная подсистема для управления пусками противотанковых ракет AN/APG-78 Longbow. Аналогично, на крыльевые пилоны может быть установлено другое оборудование для выполнения различных задач, включая внешние вспомогательные топливные баки на 290и 380 литров, ночные осветительные ракеты LUU-2A/B и многочисленные типы учебных боеприпасов. Под носом AH-1Z находится турельная установка A/A49E-7, оснащенная 20-мм  трехствольной  пушкой M197 с вращающимися блоком стволов.

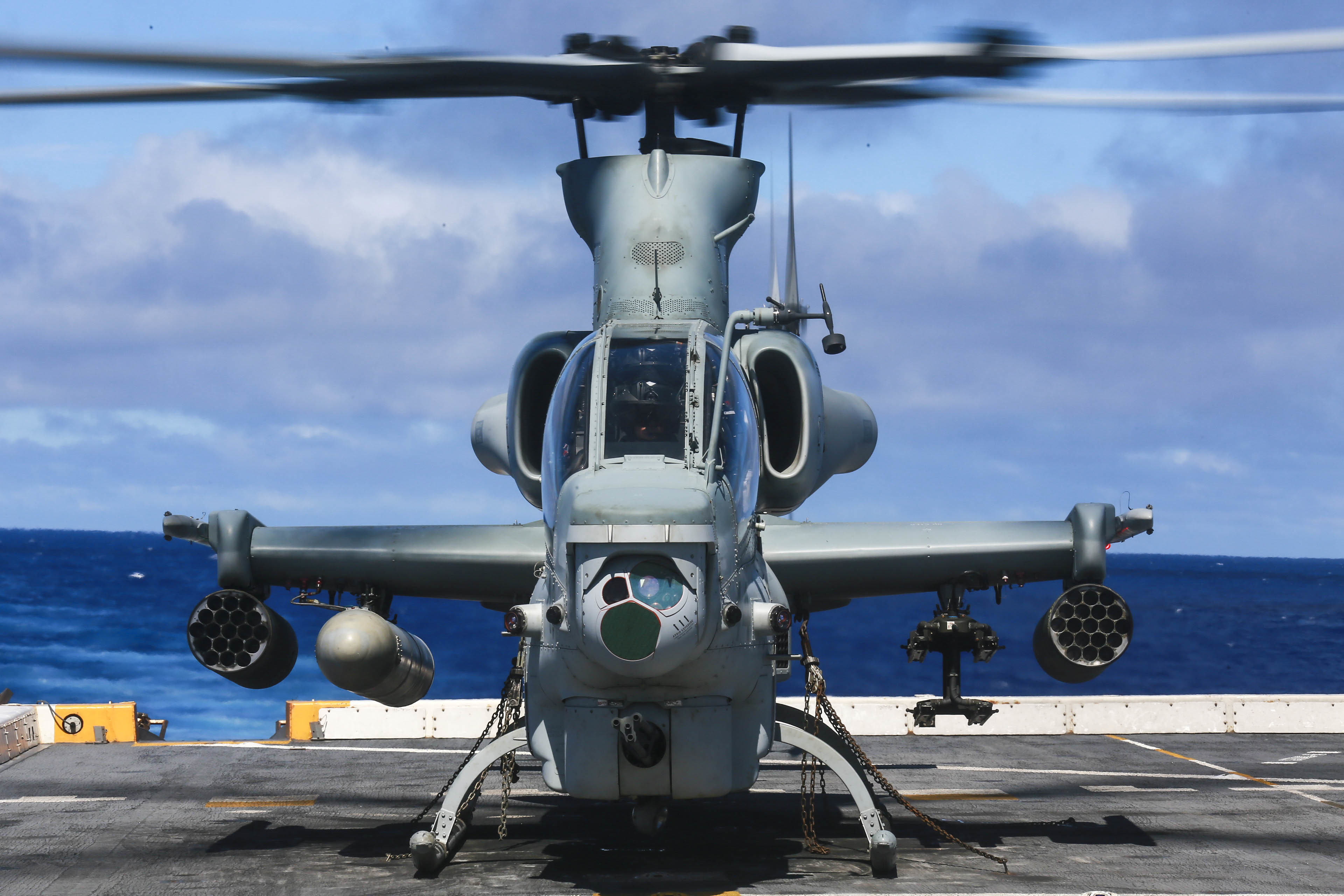
«Вайпер» вооруженный двумя блоками неуправляемых ракет Hydra 70

Кабина AH-1Z была спроектирована таким образом, чтобы оба члена экипажа имели практически идентичные органы управления полетом. Вертолётом можно легко управлять как из передней, так и из задней кабины. В обеих  кабинах установлены универсальные джойстики HOTAS (hands on throttle-and-stick), которые совмещают в себе функцию рукояти управления вертолётом и рычага управления двигателем, а также другие функции облегчающие пилотам управление летательным аппаратом. Оба места экипажа оснащены парой 20х15-сантиметровых многофункциональных жидкокристаллических дисплеев (ЖК-дисплеев) и одним 10,5×10,5-сантиметровым двух-функциональным ЖК-дисплеем. «Вайпер» имеет интегрированную систему авионики, разработанную компанией Northrop Grumman. Эта система включает в себя компьютера, обрабатывающие и определяющие текущие задачи и автоматическую систему управления полетом. Комплект связи объединяет интегрированную радиостанцию стандарта ВМС США RT-1824, СВЧ/УВЧ приемники и передатчики, систему безопасности связи COMSEC и модем в единое целое. Навигационный комплект оборудования включает в себя встроенную инерциальную навигационную систему стандарта GPS, цифровую картографическую систему и подсистему обработки данных Meggitt на низкой скорости полета, которая позволяет осуществлять вести огонь на зависании.
Члены экипажа оснащены нашлемной системой прицеливания и отображения параметров  "Top Owl" производства Thales. Этот дисплей обеспечивает круглосуточную возможность дневного/ночного видения с полем зрения 40°.  Данные на дисплее могут отображаться как в инфракрасном спектре, так и в формате  видеоизображения. Кроме того, нашлемная прицельная система  изначально была разработана с возможностью последующей модернизации в процессе эксплуатации. Система прицеливания TSS (target sight system) производства Lockheed Martin включает инфракрасную камеру переднего обзора третьего поколения, которая обеспечивает прицеливание и идентификацию цели днем, ночью или в неблагоприятных погодных условиях. Это пассивная система в отличие от радара, поэтому его невозможно отследить техническими средствами противника.

## История службы

### США

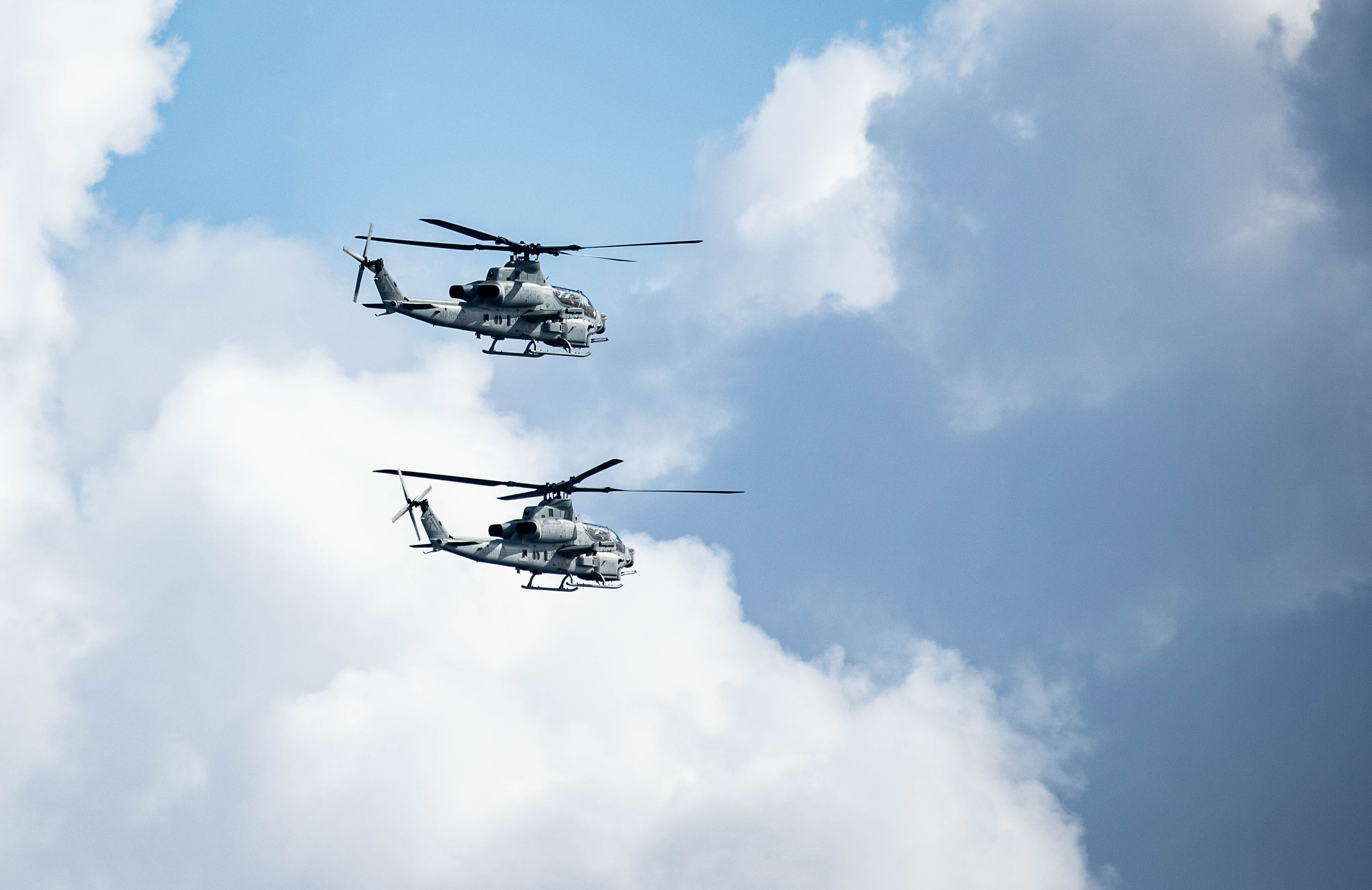
Пара AH-1Z на военно-морских учениях RIMPAC в 2018 году

В мае 2005 года было объявлено, что AH-1Z завершил первый этап летных испытаний на море. Работая с борта универсального десантного корабля USS Bataan (LHD-5) у мыса Вирджиния Кейпс, два вертолёта (AH-1Z и UH-1Y) совершили 267 циклов взлётов-посадок в течение почти 30 летных часов как днем, так и ночью, чтобы проверить их способность работать с борта боевого корабля. 15 октября 2005 года Командование авиационных систем передало  Корпусу морской пехоты США   первый серийный вертолет AH-1Z Viper. Оба вертолета AH-1Z и UH-1Y завершили опытно-конструкторские испытания в начале 2006 года. В течение первого квартала 2006 года первые машины были переданы в испытательную секцию на авиабазе Патаксент-Ривер для прохождения испытаний по оценке эксплуатационных возможностей. В феврале 2008 года опытные AH-1Z и UH-1Y начали вторую и последнюю часть эксплуатационных  испытаний. 30 сентября 2010 года Корпус морской пехоты США объявил, что вертолёты AH-1Z достигли боеготовности.
С момента начала поставок «Вайперов» в войска были изучены, а в последующем и внедрены многочисленные усовершенствования внесенные в конструкцию вертолёта и применяемые виды вооружений. Так, в марте 2022 года было объявлено, что новая ракета класса воздух-земля AGM-179 JAGM достигла начальной эксплуатационной готовности на AH-1Z. Предполагается, что этот боеприпас заменит одновременно как ракеты Hellfire, так и Maverick. По состоянию на начало 2022 года велись работы по установке комплектов тактической сети обмена данными Link 16 на вертолёты AH-1Z и UH-1Y.
В октябре 2020 года командование Корпуса морской пехоты США объявило о выводе из эксплуатации последних вертолетов AH-1W SuperCobra. Все эти вертолеты был полностью заменены на AH-1Z «Вайпер». Этот вертолёт является ключевой боевой машиной тактической группировки авиации морской пехоты США (Aviation combat element), который принимает участие в поддержке войск на всех этапах экспедиционных операций Корпуса морской пехоты США.  Основные задачи в этом качестве включают наступательную авиационную поддержку войск, воздушную разведку, а также миссии по воздушному наблюдению при ведении боевых действий. В мае 2021 года, несмотря на то, что поставки новых вертолётов продолжались, некоторое количество AH-1Z Корпуса морской пехоты США были отправлены на долгосрочное хранение в 309-ю группу по техническому обслуживанию и восстановлению аэрокосмической техники (309th Aerospace Maintenance and Regeneration Group) на авиабазу Дэвис-Монтен в Аризоне в рамках масштабной реструктуризации авиационного компонента морской пехоты США.

### Бахрейн
27 апреля 2018 года Агентство по сотрудничеству в области безопасности и обороны США объявило о получении принципиального одобрения Госдепартамента США и уведомило Конгресс о возможной продаже Бахрейну 12 вертолетов AH-1Z, 26 двигателей T-700 GE 401C к ним и вооружения на общую сумму 911,4 млн долларов США (~1,09 млрд долларов США в 2023 году). В ноябре 2018 года Бахрейн подтвердил заказ на 12 AH-1Z, и первые шесть вертолётов были поставлены в середине 2022 года. Производство вертолетов AH-1Z для Бахрейна было завершено в декабре 2022 года, а окончательные поставки осуществлены в 2023 году.

### Чехия
В 2016 году компания Bell заинтересовалась продажей AH-1Z Чехии, которая, к этому времени, объявила о планах снять с вооружения свои советские ударные вертолеты Ми-24. В декабре 2019 года Чешская Республика заключила сделку с правительством США для покупки четырех вертолетов AH-1Z для ВВС Чехии. За 205 миллионов долларов в 2024 году чешское правительство получит четыре усовершенствованных ударных вертолета Bell AH-1Z Cobra, восемь двигателей GE T700 к ним, восемь модульных систем авионики производства Honeywell с инерциальной навигацией и 14 ракет AGM-114 Hellfire. В марте 2022 года министр обороны Чехии Яна Чернохова объявила о планах закупки дополнительных вертолетов AH-1Z, объяснив это решение случившимся конфликтом России с Украиной.

### Другие потенциальные заказчики

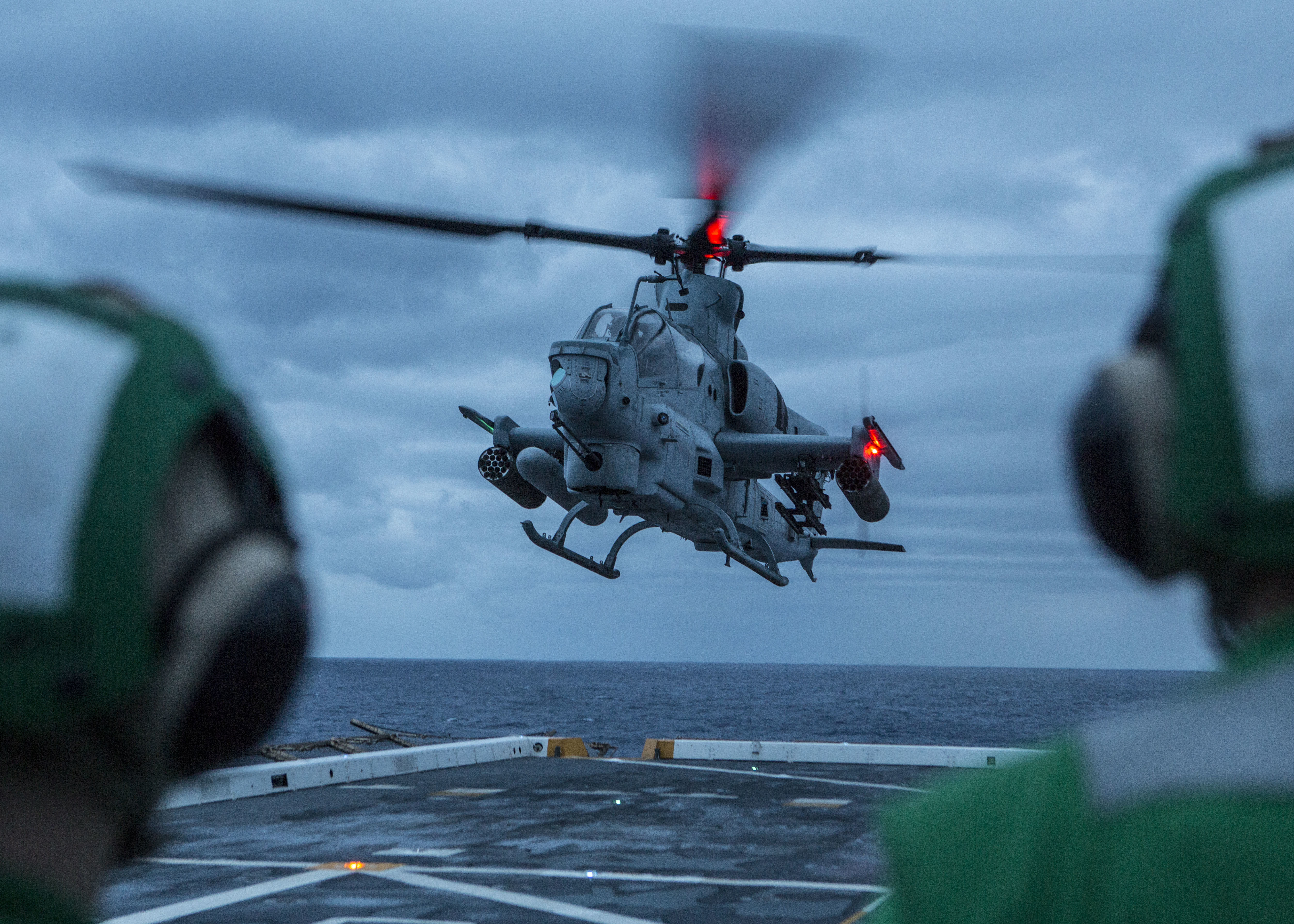
AH-1Z Viper садится на палубу десантного транспорта-дока USS John P. Murtha

В начале 2010-х годов AH-1Z предлагался правительству Республики Корея в качестве альтернативы ударным вертолетам AH-64 Apache и TAI/AgustaWestland T129 ATAK. В конечном счете в апреле 2013 года Южная Корея объявила о окончательном выборе AH-64E в качестве основного ударного вертолёта своих вооруженных сил.
В апреле 2015 года Государственный департамент США одобрил возможную поставку Пакистану 15 вертолетов AH-1Z Viper вместе с ракетами Hellfire (в количестве 1 000 штук), сопутствующим оборудованием и оказанием технической поддержки на общую сумму до 952 миллионов долларов (~1,2 миллиарда долларов в 2023 году). В начале 2016 года сообщалось, что Пакистан должен получить девять AH-1Z к сентябрю 2018 года. Однако заказ Пакистана был отложен из-за политической напряженности между США и Пакистаном. Заказ на 12 самолетов не был отменен окончательно. К маю 2019 года было построено всего девять вертолётов по этому контракту, и все они хранятся в 309-й группе хранения авиатехники на авиабазе Дэвис-Монтен, ожидая разрешения трений между двумя странами.
В ноябре 2016 года компания Bell Helicopter подписала меморандум о взаимопонимании с румынской авиакосмической компанией IAR – Ghimbav Brasov Group о возможном сотрудничестве по проекту AH-1Z. В августе 2017 года Румыния также подписала соглашение о намерениях с американским производителем о создании совместного предприятия с румынской государственной компанией ROMARM для возможного производства вертолетов AH-1Z.
В 2017 году  Bell Helicopter представила австралийской армии вертолеты AH-1Z и UH-1Y Venom в качестве потенциальной замены существующему парку ударных вертолетов Eurocopter Tiger. В результате в январе 2021 года правительство Австралии объявило, что закупит вертолеты AH-64E Apache для замены своих «Тигров» в сухопутных войсках.
В июле 2017 года Bell Helicopter и польская государственная оборонная компания Polska Grupa Zbrojeniowa подписали письмо о намерениях, планируя сотрудничество по вертолетам UH-1Y и AH-1Z, что стало потенциальной заявкой на участие в польской программе разработки собственных ударных вертолетов по программе "Kruk" в рамках более масштабных усилий по модернизации вертолетного парка сухопутных сил Польши. Сообщается, что в марте 2022 года в связи с российско-украинским конфликтом Польша отложила принятие решения о закупке новых ударных вертолетов до завершения комплексной проверки безопасности своих вооруженных сил.
В октябре 2017 года министр обороны Таиланда Правит Вонгсуван заявил, что Таиланд рассматривает возможность замены своего парка устаревших ударных вертолетов AH-1F Cobra и создаст комитет по закупкам для изучения этого вопроса. Чиновники Королевской армии Таиланда заявили, что они заинтересованы в приобретении AH-1Z, а также рассматривают Agusta A129 Mangusta, Ми-28, CAIC Z-10,  и Boeing AH-64 Apache.
30 апреля 2020 года Агентство по сотрудничеству в области безопасности и обороны США объявило о получении одобрения Госдепартамента США и уведомило Конгресс о возможной продаже Филиппинам либо шести ударных вертолетов AH-1Z и соответствующего оборудования по ориентировочной стоимости 450 миллионов долларов США, либо шести ударных вертолетов AH-64E Apache и соответствующего оборудования по ориентировочной стоимости 1,5 миллиарда долларов США.
В марте 2023 года было объявлено, что Словакия получит двенадцать AH-1Z со скидкой после того, как страна отправила на Украину свои списанные истребители МиГ-29.

## Тактико-технические характеристики

Три проекции Белл AH-1Z «Вайпер»

Приведённые характеристики соответствуют модификации AH-1Z.
Источник данных: Bell Helicopter

Технические характеристики
- Экипаж: 2 (пилот и оператор)
- Длина: 17,68 м
- Длина фюзеляжа: 13,87 м
- Диаметр несущего винта: 14,6 м
- Диаметр рулевого винта: 2,97 м
- Ширина фюзеляжа: 3,28 м (с крылом)
- Высота: 4,37 м
- Площадь, ометаемая несущим винтом: 168,0 м²
- Колея шасси: 2,24 м (полозья)
- Масса пустого: 5591 кг
- Максимальная взлётная масса: 8409 кг
- Масса полезной нагрузки: 2620 кг
- Масса топлива во внутренних баках: 1258 кг
- Объём топливных баков: 1561,4 л (внутренний)
- Силовая установка: 2 × турбовальных General Electric T700-GE-401C
- Мощность двигателей: 2 × 1723 л.с. (2 × 1285 кВт)

Лётные характеристики
- Максимально допустимая скорость: 411 км/ч
- Максимальная скорость: 287 км/ч
- Крейсерская скорость: 248 км/ч
- Боевой радиус: 208 км (с боевой нагрузкой 1150 кг)
- Продолжительность полёта: 3,3 ч
- Практический потолок: 6 096 м
- Скороподъёмность: 14,2 м/с
- Вертикальная скороподъёмность: 9,7 м/с
- Максимальная эксплуатационная перегрузка: +2,8/-0,5 g

Вооружение
- Стрелково-пушечное: 1 × 20-мм трёхствольная пушка M197 (20×102 мм), 750 пат.
- Точки подвески: 6
- Управляемые ракеты:  
  - ракеты «воздух-поверхность»: до 16 ракет AGM-114 Hellfire
  - ракеты «воздух-воздух»: 2 × AIM-9L на законцовках крыла
- Неуправляемые ракеты:  
  - 4 × 19 × 70 мм ракет Hydra 70 в блоках LAU-61
  - 4 × 7 × 70 мм ракет Hydra 70 в блоках LAU-68

## На вооружении
США
- Корпус морской пехоты США — 52 AH-1Z Viper, по состоянию на 2017 год[55]. Выполняются поставки по контракту от 2010 года на 158 единиц AH-1Z Viper[56].

 Филиппины
- Сухопутные войска Филиппин — ГосДепартамент США одобрил продажу 6 AH-1Z Viper в мае 2020 года[57].
- В качестве компенсации за переданные Украине МиГи (13 единиц) США поставят Братиславе 12 вертолетов AH-1Z Viper.

 Чехия
- ВВС Чехии ― 3 AH-1Z Viper по состоянию на 2024 год[58].

## В компьютерных играх
На Супер Кобре можно «полетать» в таких играх как Enemy Engaged мод 1.16 от EECH Central, Arma 2 и Arma 3 (мод RHS), Battlefield 2 (мод «Zone of Continuous Fire [1.0]») Battlefield 3 и Battlefield 4. Также вертолёт представлен в военном экшене про вертолётную авиацию Heliborne. Вертолёт AH-1Z появился в вертолётной ветке онлайн игры War Thunder с обновлением 1.81.
Вертолёт под названием "Саранча" можно встретить в игре X-point.